# Flers (Orne)
Flers – miejscowość i gmina we Francji, w regionie Normandia, w departamencie Orne.
Według danych na rok 1990 gminę zamieszkiwało 17 888 osób, a gęstość zaludnienia wynosiła 846 osób/km² (wśród 1815 gmin Dolnej Normandii Flers plasuje się na 9. miejscu pod względem liczby ludności, natomiast pod względem powierzchni na miejscu 107.).